# Daboia palaestinae
Daboia palaestinae è una specie di vipera velenosa che si trova in Siria, Giordania, Palestina e Libano.

## Descrizione
Ha una lunghezza media di 70 cm.

## Distribuzione
L'area è relativamente ristretta: si trova dalle coste mediterranee pianeggianti alle colline nell'entroterra di Libano e Israele, e le regioni adiacenti di Siria e Giordania.

## Stato di conservazione
Questa specie è classificata "rischio minimo".